# Путь непокорных
«Путь непоко́рных» — четвёртый номерной альбом российской модерн-метал-группы Everlost, выпущенный в 2011 году. Альбом состоит из нескольких синглов (глав). Альбом выпущен на CD и доступен в Интернете.

## История
Работа над альбомом началась ещё в 2009 году.
19 июня 2009 года ушёл из жизни гитарист группы Everlost — Павел Чернобай. Через некоторое время, оставшиеся участники группы приняли решение не бросать начатое дело и продолжить работу, посвятив новый альбом памяти Павла.

Многие интересуются дальнейшей судьбой нашего коллектива, все задают одни и тот же вопрос — что будет с группой дальше? Несмотря на все трудности, мы приняли решение не бросать начатое и двигаться дальше. <…> Новый музыкальный материал получается достаточно жёстким и современным. За нашими плечами уже не один альбом и сейчас мы чувствуем, что настало время показать наше истинное лицо — никаких компромиссов, никаких реверансов в чью-либо сторону — мы созрели для того, чтобы быть вполне состоявшейся группой в творческом плане. Работу над текстовой составляющей мы поручили нашему другу — талантливому автору Георгию Арустамьяну. Георгий уже не первый год работает с Everlost, он с завидным интересом подключился к работе над новым материалом, за что мы ему очень благодарны. Ещё хочется выразить огромную благодарность всем тем, кто поддержал группу в трудную минуту! Спасибо вам!— Everlost 
Последние несколько месяцев 2009 года группа трудилась над сочинением новых композиций, часть из которых была придумана совместно с Павлом.
16 января 2010 года группа приступила к студийной записи альбома.

Во время создания нашего нового диска «Путь непокорных» мы приняли решение отступить от стандартных канонов и знакомить своих слушателей с альбомом по частям. Презентация каждой главы альбома будет сопровождаться красочными иллюстрациями к песням, а также дополнительными бонусами. Не исключено, что после выхода всех частей альбома мы объединим готовый материал и выпустим его на CD ограниченным тиражом.— Everlost 
9 ноября 2010 года вышла первая глава «Пути непокорных» под названием «Боги не слышат нас», состоящей из композиции «Боги не слышат нас», анимационного видеоклипа на эту композицию, и кавера на композицию «Воля и Разум» группы «Ария».

Мы решили сделать сюрприз всем поклонникам группы «Ария», специально к юбилею этого коллектива записали кавер-версию самого первого классического хита арийцев и включили её бонусом к нашему новому альбому. Самое забавное, что я, являясь участником группы «Мастер», довольно часто исполняю эту песню со сцены, а тут мне представилась возможность в корне пересмотреть до боли знакомую каждому меломану аранжировку. В результате мы с моими друзьями из Everlost сделали такой вот необычный кавер! Надеюсь, он не оставит вас равнодушными! Ария, с 25-летием!— Андрей Смирнов 
3 декабря 2010 года вышла вторая глава «Пути непокорных» под названием «Один закон», состоящей из композиций «Один закон», «Я ухожу», и кавера на композицию «Set the World on Fire» шведского музыканта «E-Type».
17 января 2011 года вышла третья глава «Пути непокорных» под названием «И кто теперь?», состоящей из одноимённой композиции и видеоклипа на эту композицию.
11 февраля 2011 года вышла четвёртая глава «Пути непокорных» под названием «В глубине кривых зеркал», состоящей из композиций «В глубине кривых зеркал» и «Прости мне всё».

Иногда мы и сами не до конца задумываемся над всей серьёзностью того, о чём поём. Тяжёлая музыка с давних пор у многих слушателей ассоциируется с «тяжёлой» лирикой. Так было и со мной, но в один «прекрасный» момент всё изменилось. История, описанная в композиции «В глубине кривых зеркал», произошла наяву с одними из моих близких родственников. Это полностью перевернуло моё восприятие этой песни и этого текста. Уверен, что вам знакомо ощущение, когда во время прослушивание музыки у вас бегут мурашки по всему телу, когда вам кажется, что вы являетесь непосредственным соучастником происходящий в песне событий или просто сочувствуете главному герою, понимая, что, возможно, в ваших силах было что-то изменить…— Андрей Смирнов 

Вам известно выражение «зеркало души»? Глядя в обыкновенное зеркало всегда можно закрыть глаза или отвернуться. А какие тайны скрывают в себе наши собственные зеркала? В них можно увидеть истории, известные лишь нам одним, и призраков прошлого, не дающих покоя и не знающих пощады.— Everlost 
25 марта 2011 года вышла пятая, заключительная глава «Пути непокорных» под названием «Бесов час», состоящей из композиций «Бесов час» и «Убей».

Во времена глобальных катаклизмов, природных катастроф и аномалий невольно задумываешься о древних пророчествах и предсказаниях конца света. «Когда настанет бесов час, не будет важно, где сейчас твой дом» — поётся в заглавной композиции главы «Бесов час». Мы не призываем слушателей впадать в депрессию и уныние по этому поводу, а просто просим задуматься о своей жизни и о своём отношении к окружающему миру и близким людям. Человек бессилен перед могуществом вселенной и никакие богатства и титулы не смогут уберечь его от гибели.— Everlost 

Могущественные империи гордились своей силой и своими богатствами, а погибали в немощи и нищете, философы оставили миру никчёмные цитаты, а герои — извращённые легенды. И всех их звала, помогала двигаться вперёд и уходить в безвременье под музыку слёз, проклятий и потерь — великая и губительная, но, чаще всего, эфемерная Мечта….
Этой самой Мечте мы посвятили заключительную композицию под названием «Убей!»— Everlost 
30 апреля 2011 года вышел видеоклип на композицию «В глубине кривых зеркал», отснятый ранее 13 марта. В одной из главных ролей снялся Тимофей Щербаков (Ольви, экс-Арда).
17 сентября 2011 года альбом вышел на CD в формате digibook на лейбле Metal Renaissance. Издание дополнено двумя ранее неопубликованными треками, а также снабжено буклетом с иллюстрацией к каждой песне и мультимедиа-секцией. Песни на CD были заново сведены и прошли ремастеринг.

## Список композиций

### CD
| №   | Композиция                    |      | Музыка                     | Текст | Комментарий                                                                                |
| --- | ----------------------------- | ---- | -------------------------- | ----- | ------------------------------------------------------------------------------------------ |
| 1.  | Бесов час                     | 3:54 | А.Смирнов, П.Чернобай, ??? | текст |                                                                                            |
| 2.  | Один закон                    | 3:37 | А.Смирнов, П.Чернобай, ??? | текст |                                                                                            |
| 3.  | Я ухожу                       | 3:50 |                            | текст |                                                                                            |
| 4.  | Прости мне всё                | 4:43 | П.Чернобай, ???            | текст | версия песни «Servant of Existence» на русском языке с альбома «Bitterness of The Triumph» |
| 5.  | Мечта                         | 0:58 |                            |       |                                                                                            |
| 6.  | Убей                          | 3:44 |                            | текст |                                                                                            |
| 7.  | Забудь себя                   | 4:44 |                            | текст |                                                                                            |
| 8.  | И кто теперь?                 | 3:23 | А.Смирнов, П.Чернобай      | текст |                                                                                            |
| 9.  | В глубине кривых зеркал       | 4:33 |                            | текст |                                                                                            |
| 10. | Боги не слышат нас            | 4:40 | А.Смирнов, П.Чернобай      | текст |                                                                                            |
| 11. | Воля и Разум (бонус)          | 5:20 |                            | текст | кавер на «Арию»                                                                            |
| 12. | Set the World on Fire (бонус) | 3:49 |                            |       | кавер на «E-Type»                                                                          |

### Интернет-релиз
| глава № 1: «Боги не слышат нас»      | глава № 1: «Боги не слышат нас»           | глава № 1: «Боги не слышат нас» | глава № 1: «Боги не слышат нас» |
| ------------------------------------ | ----------------------------------------- | ------------------------------- | ------------------------------- |
| 1.                                   | Боги не слышат нас                        | 4:42                            | текст                           |
| 2.                                   | Воля и Разум (кавер на «Арию»)            | 5:20                            | текст                           |
| глава № 2: «Один закон»              |                                           |                                 |                                 |
| 3.                                   | Один закон                                | 3:37                            | текст                           |
| 4.                                   | Я ухожу                                   | 3:50                            | текст                           |
| 5.                                   | Set the World on Fire (кавер на «E-Type») | 3:49                            |                                 |
| глава № 3: «И кто теперь?»           |                                           |                                 |                                 |
| 6.                                   | И кто теперь?                             | 3:23                            | текст                           |
| глава № 4: «В глубине кривых зеркал» |                                           |                                 |                                 |
| 7.                                   | В глубине кривых зеркал                   | 4:33                            | текст                           |
| 8.                                   | Прости мне всё                            | 4:44                            | текст                           |
| глава № 5: «Бесов час»               |                                           |                                 |                                 |
| 9.                                   | Бесов час                                 | 3:51                            | текст                           |
| 10.                                  | Убей                                      | 3:44                            | текст                           |

## Клипы
| №  | Название                | Сингл                                | Год  | Тип               | Режиссёр                            | Оператор                       |
| -- | ----------------------- | ------------------------------------ | ---- | ----------------- | ----------------------------------- | ------------------------------ |
| 1. | Боги не слышат нас      | глава № 1: «Боги не слышат нас»      | 2010 | анимационный клип | Дарья Котова                        | —                              |
| 2. | И кто теперь?           | глава № 3: «И кто теперь?»           | 2011 | видеоклип         | Степан Бешкуров                     | Степан Бешкуров Сергей Табаков |
| 3. | В глубине кривых зеркал | глава № 4: «В глубине кривых зеркал» | 2011 | видеоклип         | Сергей Серебренников Андрей Смирнов | Степан Бешкуров Сергей Табаков |

## Участники записи

### ГруппаEverlost
| Андрей | Смирнов       | — вокал, гитара, клавишные |
| Сергей | Волков        | — бас-гитара               |
| Сергей | Серебренников | — ударные                  |

### Дополнительная информация
- Тексты песен — Георгий Арустамьян
- Запись — гитара, клавишные и бас-гитара — Everlost home studio (Андрей Смирнов, Сергей Волков)

    — вокал, ударные — студия «Уникум» (Максим Новиков)
- Сведение, мастеринг — студия «KIV Records» (Игорь Королёв)
- Художник — Дарья Котова
- Вёрстка буклета — Сергей Волков
- Фото — Андрей Фурсов
- Стилист — Елена Черняк
- Разработка мультимедиа-секции — Сергей Волков
- Лейбл — Metal Renaissance